# Carlos Sánchez (giocatore di calcio a 5 1969)
Carlos Sánchez Muñoz (Arganda del Rey, 16 novembre 1969) è un allenatore di calcio a 5 ed ex giocatore di calcio a 5 spagnolo.

## Carriera
Ha disputato 15 incontri con la Nazionale di calcio a 5 della Spagna, mettendo a segno 5 reti. Nel febbraio del 2002, quando era tesserato dal Cartagena, annunciò il proprio ritiro come giocatore per sostituire il dimissionario Venancio López sulla panchina del Segovia.